# Antilles néerlandaises aux Jeux olympiques d'été de 2008
Les Antilles néerlandaises participent aux Jeux olympiques d'été de 2008 à Pékin.

## Athlètes engagés

### Athlétisme
| Athlète          | Épreuve    | Séries  | Séries | Quarts de finale | Quarts de finale | Demi-finales | Demi-finales | Finale | Finale |
| Athlète          | Épreuve    | Temps   | Rang   | Temps            | Rang             | Temps        | Rang         | Temps  | Rang   |
| ---------------- | ---------- | ------- | ------ | ---------------- | ---------------- | ------------ | ------------ | ------ | ------ |
| Churandy Martina | 100 mètres | 10 s 35 | 1er    | 9 s 99           | 1er              | 9 s 94       | 3e           | 9 s 93 | 4e     |
| Churandy Martina | 200 mètres | 20.78   | 3e     | 20.42            | 2e               | 20.11        | 1e           | DNF    | /      |

- Tir
  - Philip Elhage, au pistolet à 10 mètres
- Natation
  - Rodion Davelaar, nageur qui participe au 50 mètres nage libre

## Liste des médaillés

### Médailles d'Or
| Sport            | Discipline | Sportifs | Performance |
| Médailles d'or : |            |          |             |

### Médailles d'Argent
| Sport                | Discipline | Sportifs | Performance |
| Médailles d'argent : |            |          |             |

### Médailles de Bronze
| Sport                 | Discipline | Sportifs | Performance |
| Médailles de bronze : |            |          |             |